# 11334 Ріо-де-Жанейро
11334 Ріо-де-Жанейро (11334 Rio de Janeiro) — астероїд головного поясу, відкритий 18 квітня 1996 року.
Тіссеранів параметр щодо Юпітера — 3,356.